# فاونسديل
فاونسديل (بالإنجليزية: Faunsdale)‏ هي مدينة أمريكية تقع في ولاية ألاباما.تبلغ مساحة هذه المدينة 0.6 (كم²)،ويبلغ عدد سكانها 87 نسمة حسب إحصاء سنة 2010 م.تشير الإحصاءات بأن الكثافة السكانية في هذه المدينة تقدر بـ(145) نسمة/كم2.